# Фасетна класификација
Фасетна класификација организује знање на систематичан начин. Фасетна класификација користи семантичке категорије - опште или субјект-специфичне које су онда укомбиноване да се направи цео класификациони унос. Многи библиотечки класификациони системи користе комбинацију фиксне, набројиве таксономије концепата са подређеним фасетом који даље дефинише тему.